# 2012感動香港
2012感動香港（英語：Hong Kong Loving Hearts 2012）是亞洲電視第三年播出感動香港節目，節目每周播出2012年的年度感動香港人物故事。本屆官方口號為感動由你開始。
節目由中國人壽保險（海外）股份有限公司冠名贊助，稱為《中國人壽（海外）呈獻：ATV 2012感動香港人物推選》。
下一年感動香港的資訊，請參見2013感動香港。

## 2012感動香港大使
- 著名香港創作歌手︰鄧紫棋[2]
- 2010感動香港年度人物得獎者︰高永文醫生，BBS，JP
- 2011感動香港年度人物得獎者︰汪明欣

## 評選委員會[3]

### 大會首席評選委員
- 曾鈺成，GBS，JP

### 大會評選委員
- 林貝聿嘉，GBS，SBS，OBE，JP
- 張國良
- 楊耀忠，BBS，JP
- 黃定光，BBS
- 葛珮帆
- 梁美芬博士，JP
- 方國珊
- 甘浩望神父
- 杜永政
- 李樂詩博士，MH
- 林東
- 邱榮光博士
- 姜在忠
- 郭九
- 梁安琪
- 陳英傑
- 張永霖，JP
- 鄭明明教授
- 魏秋樺

## 2012感動香港人物推選
45組的感動人物或機構已全部播放完畢。經過四個多月的公眾提名期，大會從被提名人中甄選出27組入圍者，並接受公眾投票，市民可登入網站或到亞洲電視總台和各大商場索取投票表格。大會亦將於各商場舉辦相關巡回展覽，讓市民即場投票。
此外，亞洲電視於2012年10月15日起播放《中國人壽（海外）呈獻：2012感動香港》資訊節目，向市民介紹各入圍候選單位，該節目逢星期一至五晚上8:30於本港台播映。
|  | 入圍人物         |
|  | 十大感動人物得主 |

| 集數 | 主持           | 入圍編號 | 主題             | 感動人物或機構名稱                         | 入圍人物描述                      |
| 1    | 鄧紫棋         | 1        | 街頭義工         | 周樹德                                     | 幫助露宿者的義工                  |
| 1    | 鄧紫棋         | 2        | 第三教育家       | 陳葒                                       | 為弱勢學生補習                    |
| 2    | 林一峰         |          | 義滿人生         | 麥漢楷，MH                                 |                                   |
| 2    | 林一峰         | 3        | 聽得到的祝福     | 李鸝                                       |                                   |
| 3    | 陳柏宇         | 4        | 校園裡的爸爸     | 梁紀昌                                     | 鮮魚行學校校長                    |
| 3    | 陳柏宇         |          | 毒海重生         | 姜炳耀                                     |                                   |
| 4    | Robynn & Kendy |          | 天生我兒必有用   | 許美霞                                     |                                   |
| 4    | Robynn & Kendy |          | 推己及人         | 呂文麗                                     |                                   |
| 5    | 梁繼璋         |          | 捨「薪」取義     | 鄧潔美                                     |                                   |
| 5    | 梁繼璋         |          | 老有所「醫」     | 余枝勝，MH                                 |                                   |
| 6    | 關楚耀         |          | 圑結就義         | 中電義工隊                                 |                                   |
| 6    | 關楚耀         |          | 「豚」結一心     | 陳迪茵                                     |                                   |
| 7    | 鄭啟泰         |          | 濟世為懷         | 李聰                                       |                                   |
| 7    | 鄭啟泰         |          | 兩地一心         | 港澳台灣慈善基金會                         |                                   |
| 7    | 鄭啟泰         | 5        | 輪椅上的巨人     | 梁子微                                     | 路向四肢傷殘人士協會顧問          |
| 8    | 高皓正         | 6        | 黑暗中的天使     | 楊明燕                                     | 幫助喪親者的義工                  |
| 8    | 高皓正         |          | 推送無限愛       | 張福榮                                     |                                   |
| 9    | 車車           |          | 愛與恕           | 沈鵬                                       |                                   |
| 9    | 車車           | 7        | 助苗起行         | 蔡兆明                                     | 苗圃行動創辦人                    |
| 10   | 蔡國威         |          | 惠澤心田         | 徐玉蓮                                     |                                   |
| 10   | 蔡國威         | 8        | 步出光明路       | 潘德鄰                                     | 骨科醫生                          |
| 11   | 馮家俊         | 9        | 行善相依到白頭   | 吳觀清、張喜朋                             | 長者夫妻義工                      |
| 11   | 馮家俊         |          | 給他們一個機會   | 林雪華                                     |                                   |
| 12   | 姜皓文         | 10       | 大愛無疆         | 張洪秀美                                   | 香港基督教勵行會總幹事            |
| 12   | 姜皓文         | 11       | 愛的鳥托邦       | 嚴紅玉                                     | 幫助在港少數族裔人士              |
| 13   | 戚黛黛         | 12       | 飛越萬重浪       | 楊小芳                                     | 殘障運動員及展能藝術家            |
| 13   | 戚黛黛         |          | 仗義疏財助老弱   | 張立申                                     |                                   |
| 14   | 亢帥克         | 13       | 暖暖長幼心       | 黎筱娉                                     | 電影工作者                        |
| 14   | 亢帥克         |          | 延續晚晴         | 黎明輝                                     |                                   |
| 15   | 朱慧珊         | 14       | 微笑的天使       | 李亞鵬                                     | 嫣然天使基金發起人                |
| 15   | 朱慧珊         |          | 迷霧中的明燈     | 梁紹龍                                     |                                   |
| 16   | 張啟樂         |          | 我不是天生的跑手 | 蘇樺偉，MH                                 |                                   |
| 16   | 張啟樂         |          | 抱愛育兒         | 劉康妮                                     |                                   |
| 17   | 陳啟泰         | 15       | 香港逸士         | 鍾逸傑爵士，KBE ，CMG，Hon. RICS ，GBM，JP | 前香港布政司                      |
| 17   | 陳啟泰         | 16       | 遍撤善種         | 趙曾學韞，BBS，JP                          | 慈善名媛                          |
| 18   | 陳嘉輝         | 17       | 不敗巨人         | 李曾超群                                   | 前連鎖西餅店創辦人                |
| 18   | 陳嘉輝         | 18       | 愛之心切         | 連愛珠                                     | 香港愛滋病基金總幹事              |
| 19   | 張家瑩         | 19       | 樂善好施         | 施永青                                     | 地產代理公司董事、 免費報章投資者 |
| 19   | 張家瑩         | 20       | 捐髓勇士         | 湯逸衡                                     | 捐骨髓助人的青年                  |
| 20   | 顏子菲         | 21       | 基因先驅         | 盧煜明，SBS                                | 分子診斷學權威                    |
| 20   | 顏子菲         | 22       | 愛老如己         | 李武凡                                     | 服務長者的牧師                    |
| 21   | 戚黛黛         | 23       | 澤披社群         | 李廣林，BBS，MH，JP                        | 食品貿易商人                      |
| 21   | 戚黛黛         | 24       | 仁澤視障         | 周伯展醫生                                 | 眼科醫生                          |
| 22   | 姚嘉雯         | 25       | 心繫桑梓         | 曾憲梓，大紫荊勳賢                         | 香港企業家                        |
| 22   | 姚嘉雯         | 26       | 盡獻家財助貧困   | 余彭年                                     | 酒店慈善家                        |
|      |                | 27       | 海難英雄         | 許家俊                                     | 消防潛水員                        |

## 公眾投票
亞洲電視今年第二次推出公眾投票，令市民可以一起推選10位年度感動香港人物，市民可登入亞視網站或到亞洲電視總台和各大商場索取投票表格。

## 徵文及短片比賽
亞洲電視特別舉辦徵文及短片比賽，邀得香港課外活動主任協會協辦，讓市民提名身邊的感動故事與人物，透過撰文或拍攝短片傳頌身邊的感動人物。

## 學生分享會
亞洲電視於2012年5月5日舉行學生分享會，由社會福利署福利專員方啟良、亞洲電視高級副總裁葉家寶、香港課外活動主任協會主席林偉才等主禮，邀請慈善機構「龍耳」、鮮魚行學校校長梁紀昌及2008年香港十大傑出青年之一姜炳耀，他們分別向學生分享協助聽障人士融入社會、辦學校及戒毒的事跡。

## 播放日期及時間
以下時間以當地時間為準
| 頻道       | 國家／地區 | 播放日期及時間                  | 當地時區 | 備註                       |
| ---------- | ---------- | ------------------------------- | -------- | -------------------------- |
| 亞視本港台 | 香港       | 2012年4月7日起星期六20:30       | UTC+8    |                            |
| 亞視亞洲台 | 香港       | 2012年4月8日起星期日20:00       | UTC+8    | 高清廣播                   |
| 亞視本港台 | 香港       | 2012年10月15日起星期一至五20:30 | UTC+8    | 播放 26 組入圍感動人物     |
| 亞視亞洲台 | 香港       | 2012年10月15日起星期一至五23:35 | UTC+8    | 高清播放 26 組入圍感動人物 |

註：以播映時間先後排列

## 外部連結
- 《ATV 2012 感動香港人物推選》官方網頁
- 《ATV 2012 感動香港年度人物頒獎禮》香港手語版本（页面存档备份，存于）
- 《ATV 2012 感動香港年度人物頒獎禮》中文字幕版本（页面存档备份，存于）